# 铜鼓厅
铜鼓厅，清朝时设置的厅。
宣统二年（1910年）以义宁州铜鼓营置，治所在今江西省铜鼓县。属南昌府。辖境相当今江西省铜鼓县地。1912年废为铜鼓县。